# Saint-Pierre-d’Arthéglise
Saint-Pierre-d’Arthéglise település Franciaországban, Manche megyében. Lakosainak száma 169 fő (2022. január 1.). Saint-Pierre-d’Arthéglise Sortosville-en-Beaumont, Fierville-les-Mines, Saint-Maurice-en-Cotentin és Bricquebec-en-Cotentin községekkel határos.

## Népesség
A település népessége az elmúlt években az alábbi módon változott:
| Lakosok száma | 232  | 163  | 142  | 152  | 138  | 132  | 140  | 158  | 161  | 169  |
|               | 1968 | 1982 | 1990 | 2006 | 2013 | 2015 | 2017 | 2019 | 2020 | 2022 |